# Juan Iglesias
Juan Antonio Iglesias Sánchez, noto semplicemente come Juan Iglesias (Valladolid, 3 luglio 1998), è un calciatore spagnolo, difensore del Getafe.

## Caratteristiche tecniche
È un terzino destro.

## Carriera
Cresciuto nel settore giovanile del Real Valladolid, trascorre i primi anni di carriera a cavallo fra Segunda División B e Tercera División con Real Valladolid B, UD Logroñés B, UD Logroñés e Getafe B; proprio con il club madrileno nel dicembre 2020 viene aggregato in prima squadra, dove debutta in occasione dell'incontro di Coppa del Re vinto 2-1 contro l'Anaitasuna; due settimane più tardi esordisce anche nella Liga, giocando da titolare contro l'Atlético Madrid.

## Statistiche
Statistiche aggiornate al 17 aprile 2021.

### Presenze e reti nei club
| Stagione        | Squadra           | Campionato      | Campionato | Campionato | Coppe nazionali | Coppe nazionali | Coppe nazionali | Coppe continentali | Coppe continentali | Coppe continentali | Altre coppe | Altre coppe | Altre coppe | Totale | Totale | Totale |
| Stagione        | Squadra           | Comp            | Pres       | Reti       | Comp            | Pres            | Reti            | Comp               | Pres               | Reti               | Comp        | Pres        | Reti        | Pres   | Reti   |        |
| --------------- | ----------------- | --------------- | ---------- | ---------- | --------------- | --------------- | --------------- | ------------------ | ------------------ | ------------------ | ----------- | ----------- | ----------- | ------ | ------ | ------ |
| 2015-2016       | Real Valladolid B | SDB             | 4          | 0          |                 | -               | -               |                    | -                  | -                  |             | -           | -           | 4      | 0      |        |
| 2016-2017       | Real Valladolid B | SDB             | 12         | 0          |                 | -               | -               |                    | -                  | -                  |             | -           | -           | 12     | 0      |        |
| 2017-2018       | UD Logroñés B     | TD              | 23         | 5          |                 | -               | -               |                    | -                  | -                  |             | -           | -           | 23     | 5      |        |
| 2018-2019       | UD Logroñés B     | TD              | 2          | 0          |                 | -               | -               |                    | -                  | -                  |             | -           | -           | 2      | 0      |        |
| 2017-2018       | UD Logroñés       | SDB             | 2          | 0          | CR              | 0               | 0               |                    | -                  | -                  |             | -           | -           | 2      | 0      |        |
| 2018-2019       | UD Logroñés       | SDB             | 37         | 0          | CR              | 2               | 0               |                    | -                  | -                  |             | -           | -           | 39     | 0      |        |
| 2019-2020       | Getafe B          | SDB             | 23         | 0          |                 | -               | -               |                    | -                  | -                  |             | -           | -           | 23     | 0      |        |
| 2020-2021       | Getafe B          | SDB             | 15         | 0          |                 | -               | -               |                    | -                  | -                  |             | -           | -           | 15     | 0      |        |
| 2020-2021       | Getafe            | PD              | 5          | 0          | CR              | 2               | 0               |                    | -                  | -                  |             | -           | -           | 7      | 0      |        |
| Totale carriera | Totale carriera   | Totale carriera | 123        | 5          |                 | 4               | 0               |                    | -                  | -                  |             | -           | -           | 127    | 5      |        |